# 나이트호크 (1981년 영화)
《나이트호크》(영어: Nighthawks)는 미국에서 제작된 1981년 액션 스릴러 영화이다. 브루스 맬머스의 장편 영화 감독 데뷔작이다. 실베스터 스탤론 등이 출연하였고, 마틴 폴 등이 제작에 참여하였다.

## 출연진
- 실베스터 스탤론
- 빌리 디 윌리엄스
- 린지 와그너
- 륏허르 하우어르
- 페르시스 캄바타
- 나이절 대븐포트
- 힐러리 톰프슨
- 조 스피넬
- 월터 매슈스
- 에드워드 폭스
- 제이미 길리스
- 다 로빈슨
- 캐서린 메리 스튜어트
- 짐 비버

## 기타 제작진
- 협력 제작: 허브 나너스
- 라인 제작: 빌 바덜라토
- 미술: 피터 라킨
- 의상: 로버트 더모라